# Пісочний колір
Пісочний колір — колір, блідий відтінок коричневого кольору. Є одним з вебкольорів. Як випливає з назви, це відтінок коричневого, який схожий на колір деяких пісків.
Назва пісочний колір вперше була вжита в практиці в 1987 році, коли цей колір був сформульований як один з X11 кольору, який на початку 1990-х став відомий як X11 вебкольори.
Пісочний колір — це коричнево-жовтий колір пустельного піску. Відтінки пісочного кольору можуть досить сильно різнитися: від золотисто-жовтого до насиченого бежевого кольору.
Пісочний колір — один з найуніверсальніших кольорів, що сполучається з великою кількістю кольорів і відтінків: білим, кремовим, коричневим, оранжевим, кораловим, блакитним, відтінками червоного і зеленого кольорів.